# Easy (EP)
〈Easy〉(이지)는 K팝 걸그룹 2NE1의 세 번째 EP (첫 번째 할로윈 스페셜)이다. 2014년 10월 18일 YG Entertainment 에서 발매되었으며, 같은 이름의 리드 싱글을 포함한 열 다섯개의 트랙이 담겨 있다.

## 배경 및 출시
2024년 1월 22일, 쏘스뮤직은 르세라핌이 2월 19일에 〈Easy〉라는 제목의 세 번째 확장 플레이를 발매할 것이라고 발표하였다. 컴백 예고편은 1월 26일과 27일에 공개되었고, 2월 7일에는 5개의 트랙 샘플러 영상이 공개되었다. 2월 8일, 트랙 리스트가 공개되었고, Easy가 리드 싱글로 발표되었다. 2월 13일 하이라이트 메들리 티저 영상이 공개되었다. 뮤직비디오 티저는 2월 16일과 18일에 공개되었다. 확장 플레이는 2월 19일 Easy의 뮤직 비디오와 함께 출시되었다.

## 홍보
〈Easy〉가 공개되기 전인 2024년 2월 19일, 르세라핌은 유튜브와 위버스에서 두 번의 라이브 이벤트를 개최하여 익스텐디드 플레이(EP)를 소개하고 팬들과 소통하였다.

## 수록곡
- Good Bones (2분 41초)
- EASY (2분 44초, 타이틀)
- Swan Song (2분 38초)
- Smart (2분 47초)
- We got so much (2분 46초)
- Fly away (3분 49초)
- 11:12  (1분 12초)
- @Tag  (3분 47초)
- Smart (English ver.) (2분 47초)
- 3AM (3분 36초)
- 3PM  (4분 46초)
- Dance me good (2분 42초)
- Swan Song (English ver.) (2분 38초)
- First Class (1분 46초)